# Sinagoga Eldridge Street di New York
La sinagoga Eldridge Street di New York, così chiamata dal nome della strada dove sorge 12 Eldridge Street, Lower East Side, Manhattan, New York), è una sinagoga tardo-ottocentesca, in stile neomoresco. Completata nel 1887 è una delle più antiche e importanti sinagoghe degli Stati Uniti e il primo edificio monumentale eretto a New York da ebrei ortodossi provenienti dall'Est europeo.

## La storia

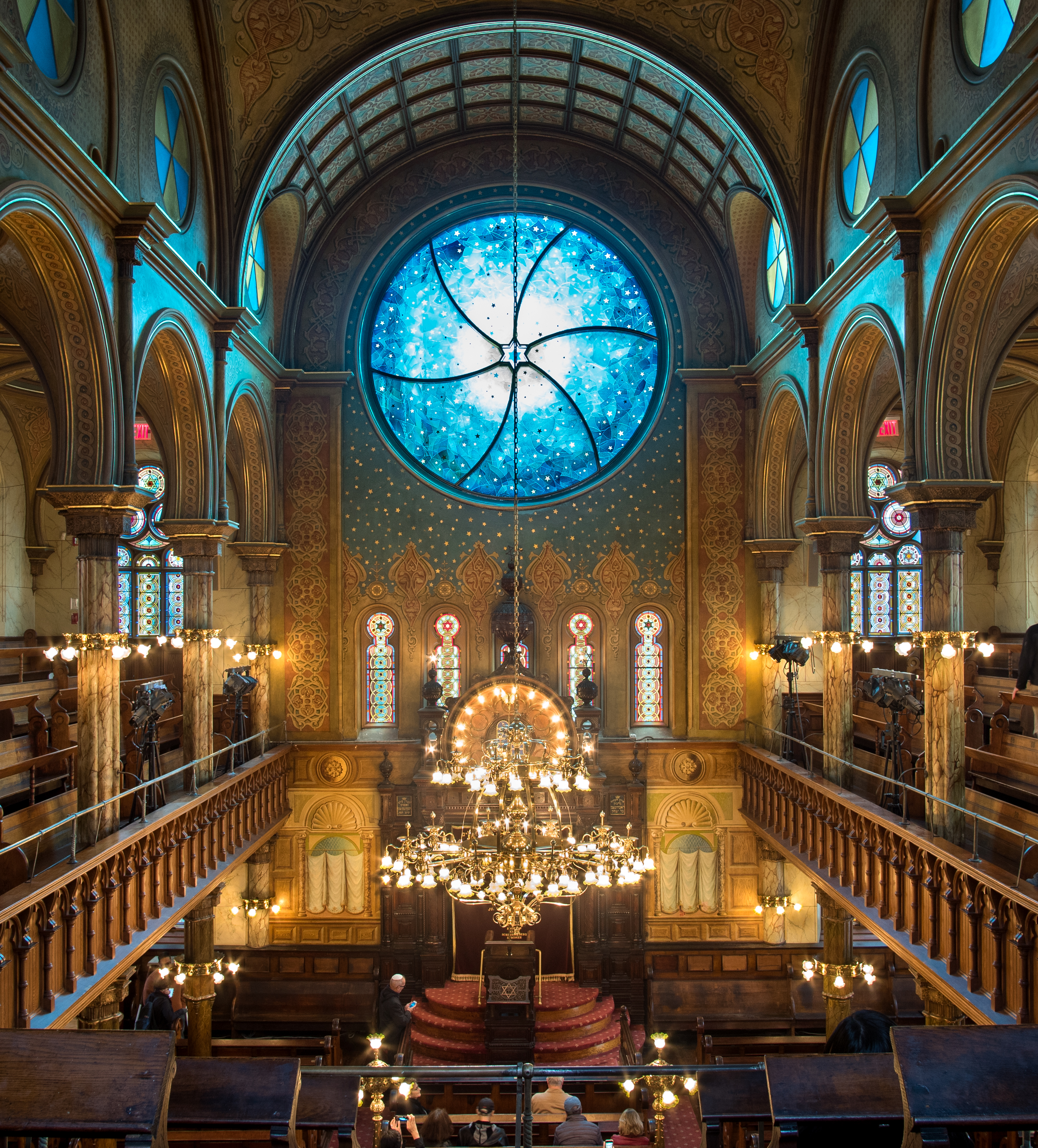
L'interno della sinagoga.

La sinagoga Eldridge Street di New York è il più importante artefatto dell'ebraismo ortodosso orientale in America. È il primo grande luogo di culto costruito da ebrei dell'Europa orientale negli Stati Uniti, situato nel quartiere del Lower East Side attraverso il quale gli immigrati ebrei sono passati più che in qualsiasi altro luogo della città. Tra i suoi fondatori vi fu anche l'ex rabbino capo di San Pietroburgo, in Russia.
L'edificio fu progettato dagli architetti Peter Herter e Francis William Herter in stile neomoresco, contaminato da elementi neoromanici, secondo una moda diffusa nella costruzione delle sinagoghe europee del tempo e già affermatasi con successo anche negli Stati Uniti e a New York con la costruzione della Sinagoga centrale di New York. Di quest'ultima, roccaforte dell'ebraismo riformato newyorchese, la sinagoga ortodossa di Eldridge Street rappresentava una orgogliosa replica, più austera forse ma non meno imponente.
La facciata combina elementi neoromanici, neogotici e neomoreschi. Tripartita, ha un timpano triangolare con un enorme rosone a vetri colorati sopra il portico a colonne neomoresche e 5 finestre simboleggianti i 5 libri della Torah. Le due sezioni laterali sono interamente occupate da due massicci torrioni decorati ciascuna da quattro torrette con cupole sferiche di rame dorato sormontate dalla stella di Davide.
L'interno è a tre navate, con le gallerie dal matroneo sopra le navate centrali. L'arca santa si trova sulla parete orientale, mentre il leggio si trova al centro della sala circondato dai candelabri, secondo la tradizione ortodossa.
Con le sue numerose stelle di Davide ostentate sulla facciata, la sinagoga Eldridge Street era una dichiarazione orgogliosa della libertà religiosa acquisita dai nuovi immigrati che spesso venivano da situazioni drammatiche di discriminazione e persecuzione. Al tempo stesso, con la sua magnificenza in netto contrasto con le abitazioni affollate, le fabbriche e i negozi del Lower East Side, la sinagoga era un segno delle loro speranza di successo economico.
Per cinquant'anni, fino agli anni Venti, la sinagoga fu frequentata da una grande folla, servendo non solo alle necessità cultuali della comunità ma anche come punto di ritrovo e società di mutuo soccorso per i nuovi immigranti, che giungevano sempre più numerosi a New York. Poi con la Grande depressione del 1929 e l'approvazione di leggi più restrittive per l'immigrazione, la sinagoga fu sempre meno usata. Nel dopoguerra poi chi ne aveva i mezzi lasciò i vecchi quartieri del centro per abitare nei nuovi sobborghi. La piccola e povera comunità si ritirò sempre più spesso nel piccolo oratorio al piano inferiore della grande sala di preghiera, che dal 1955 al 1980 rimase praticamente inutilizzata e soggetta a crescente degrado.
La situazione cominciò a cambiare nel 1980, quando l'edificio fu incluso nel National Register of Historic Places come monumento di interesse storico e culturale. Nel 1986 fu creata una fondazione, The Eldridge Street Project, con lo scopo di restaurare la sinagoga e ridarle vita con programmi culturali e educativi, e nel 1966 la sinagoga fu designata come National Historic Landmark.
Finalmente, dopo 20 anni di lavoro, il 2 dicembre 2007 sono terminati gli imponenti lavori di restauro promossi dalla Fondazione, i quali hanno restituito il tempio al suo splendore originario.
Da oltre 120 anni centro dell'ebraismo ortodosso americano, la sinagoga è tornata ad operare a pieno ritmo come centro religioso, culturale ed educativo..